# Ferruccio Zanchi
Ferruccio Zanchi (Florence, 6 september 2006) is een Italiaans motorcrosser.

## Carrière
Zanchi won in 2017 de 65cc-klasse van het Italiaanse Junior Motocross Kampioenschap en won op weg naar de titel alle races op één na. In datzelfde jaar maakte hij zijn debuut in het FIM Motocross Junior Wereldkampioenschap en nam hij deel aan de EMX65-categorie van het Europees Kampioenschap Motocross van 2017, waar hij als achtste eindigde in het algemeen klassement. In 2018 maakte hij de overstap naar een 85cc-motorfiets, en won Zanchi de Junior 85cc-klasse van het Italiaanse Internationale Supercross Kampioenschap en eindigde hij als tweede in de 85cc Junior-klasse van het Italiaans Junior Motocross Kampioenschap. Zanchi eindigde in 2019 als derde in de 85cc-klasse van het Italiaans Junior Kampioenschap. Hij nam ook deel aan het FIM Motocross Junior Wereldkampioenschap, dat in zijn geboorteland Italië werd gehouden, waar hij als achtste eindigde in de openingsrace. In de EMX85-klasse van het Europees Kampioenschap Motocross van 2019 eindigde hij als zestiende in het algemeen klassement, en eindigde hij opnieuw als achtste in de openingsrace.
Voor het seizoen 2020 sloot hij zich aan bij het Husqvarna Junior Racing Maddii-team. Zanchi was betrokken bij een controversiële afloop van het Italiaanse Junior Motocross Kampioenschap van 2020. Nadat hij aanvankelijk tot kampioen was gekroond in de 85cc-klasse vanwege de diskwalificatie van Alfio Pulvirenti voor het springen tijdens het tonen van de rode kruisvlag, werd in januari 2021 beroep aangetekend waaruit bleek dat Zanchi ook op de rode kruisvlag had gesprongen. Dit resulteerde tot een straf voor Zanchi, waardoor hij op de derde plaats in het eindklassement terechtkwam. Hij maakte zijn debuut in de EMX125-klasse van het Europees Kampioenschap 2020 in de vijfde ronde, waar hij een punt scoorde.
Zanchi werd voor 2021 gecontracteerd door MJC Yamaha, Yamaha's officiële team in de EMX125-klasse van het Europees Kampioenschap. Hij maakte onmiddellijk indruk en werd in de tweede race in de openingsronde als winnaar geklasseerd, nadat de race vanwege een crash met een rode vlag was afgelast. Zanchi miste de tweede ronde vanwege de verwondingen die hij bij deze crash opliep, maar won wel de tweede race van de vierde ronde in Frankrijk, terwijl hij het seizoen als negende eindigde in het eindklassement.
Zanchi bleef in 2022 bij het MJC Yamaha-team en begon het seizoen met een tweede plaats in de 125cc-klasse van het Italiaanse internationale kampioenschap motorcross. Deze goede vorm werd voortgezet tot aan de start van het Europees kampioenschap motorcross van 2022, waar hij de openingsrace won. Hij wist gedurende het jaar één podiumplaats te bemachtigen en eindigde als zevende in het eindklassement. Zanchi vertegenwoordigde Italië op het FIM Junior Wereldkampioenschap, waar hij als zesde eindigde, en op de Motocross of European Nations, waar hij deel uitmaakte van het team dat als tweede eindigde in het algemeen klassement. In eigen land beleefde Zanchi een dominant seizoen in het Italiaanse juniorenkampioenschap, waarbij hij alle races op één na won en daarmee de titel in de 125cc-klasse veroverde.
Zanchi maakte de overstap naar de EMX250-klasse van het Europees Kampioenschap in 2023, waar hij werd gecontracteerd door het fabrieksteam van KTM. Hij paste zich snel aan de nieuwe klasse aan en behaalde twee opeenvolgende podiumplaatsen in de tweede en derde ronde. Zanchi behaalde zijn eerste raceoverwinning in deze klasse in de openingsrace van de zesde ronde in Duitsland, een prestatie die hij twee rondes later in Nederland herhaalde. Een derde raceoverwinning behaalde hij in de laatste ronde en hij eindigde het seizoen als vierde in het klassement. Daarnaast maakte hij drie wildcard-deelnames in de MX2-klasse van het FIM Wereldkampioenschap motorcross 2023. Telkens toonde hij snelheid, waardoor hij in de top tien eindigde, met een achtste plaats in de tweede race van de Franse GP als beste resultaat. In eigen land nam Zanchi deel aan de Elite MX2-klasse van het Italiaanse Prestige Motocross Kampioenschap, waar hij als vijfde eindigde in het eindklassement met twee overwinningen.
Zanchi werd door het Honda-fabrieksteam gecontracteerd voor de MX2-klasse voor het FIM Motocross Wereldkampioenschap 2024. Hij behaalde de eindzege tijdens zijn eerste race in de voorbereiding op het seizoen op de fabrieks-Honda in Riola Sardo. Het wereldkampioenschapsseizoen begon met een sterke zesde plaats in het algemeen klassement in de openingsronde, maar blessures opgelopen bij een crash tijdens een training zorgden ervoor dat hij de derde, vierde en vijfde ronde miste. Bij zijn terugkeer kwalificeerde hij zich als vierde en gedurende de rest van het seizoen eindigde hij regelmatig in de top tien om als tiende te eindigen in het eindklassement. Aan het einde van het seizoen reisde Zanchi naar Japan om deel te nemen aan een Japanse kampioensronde op een 450cc, waarbij hij beide races won.
In 2025 behaalde Zanchi tijdens de tweede GP van het seizoen zijn eerste reekszege.